# Gỏi mít
Gỏi mít là một trong những món ăn nổi tiếng của miền Trung, được nhiều nhà hàng sang trọng đưa vào thực đơn và được rất nhiều thực khách yêu thích, thường được ăn kèm với bánh tráng mè. Trong các dịp cỗ bàn, món gỏi mít giòn ngon với vị chua ngọt hài hòa là một sự lựa chọn tuyệt vời để giảm bớt cái ngán của mâm cỗ nhiều chất đạm.

## Nguyên liệu
- 200 gr tôm
- 200 gr thịt ba rọi
- 500 gr mít non, bào mỏng
- Đậu phộng và mè rang vàng
- Rau răm, tỏi, ớt, chanh hoặc tắc
- Đường, nước mắm, bột ngọt

## Cách làm
- Nấu nước sôi bỏ muối, trụn sơ mít, vớt ra, vắt ráo
- Tôm và thịt luộc chín
- Tôm bóc vỏ-Thịt xắt sợi
- Pha nước mắm chua ngọt trộn gỏi: Pha nước mắm trộn gỏi: 2 muỗng canh nước cốt chanh, 3 muỗng canh nước, 3 muỗng canh nước mắm, 3 muỗng canh đường, 1 muỗng café bột ngọt, 1 muỗng café muối, thêm ớt bằm nếu thích.
- Trộn đều mít, tôm, thịt với nước mắm chua ngọt. Sau đó, rau răm băm nhuyễn cho vào cùng đậu phộng và mè rang vàng.
- Trưng bày ra đĩa,trang trí đẹp mắt.
- Gỏi mít thường được dùng chung với bánh đa.